# Carl Fahringer

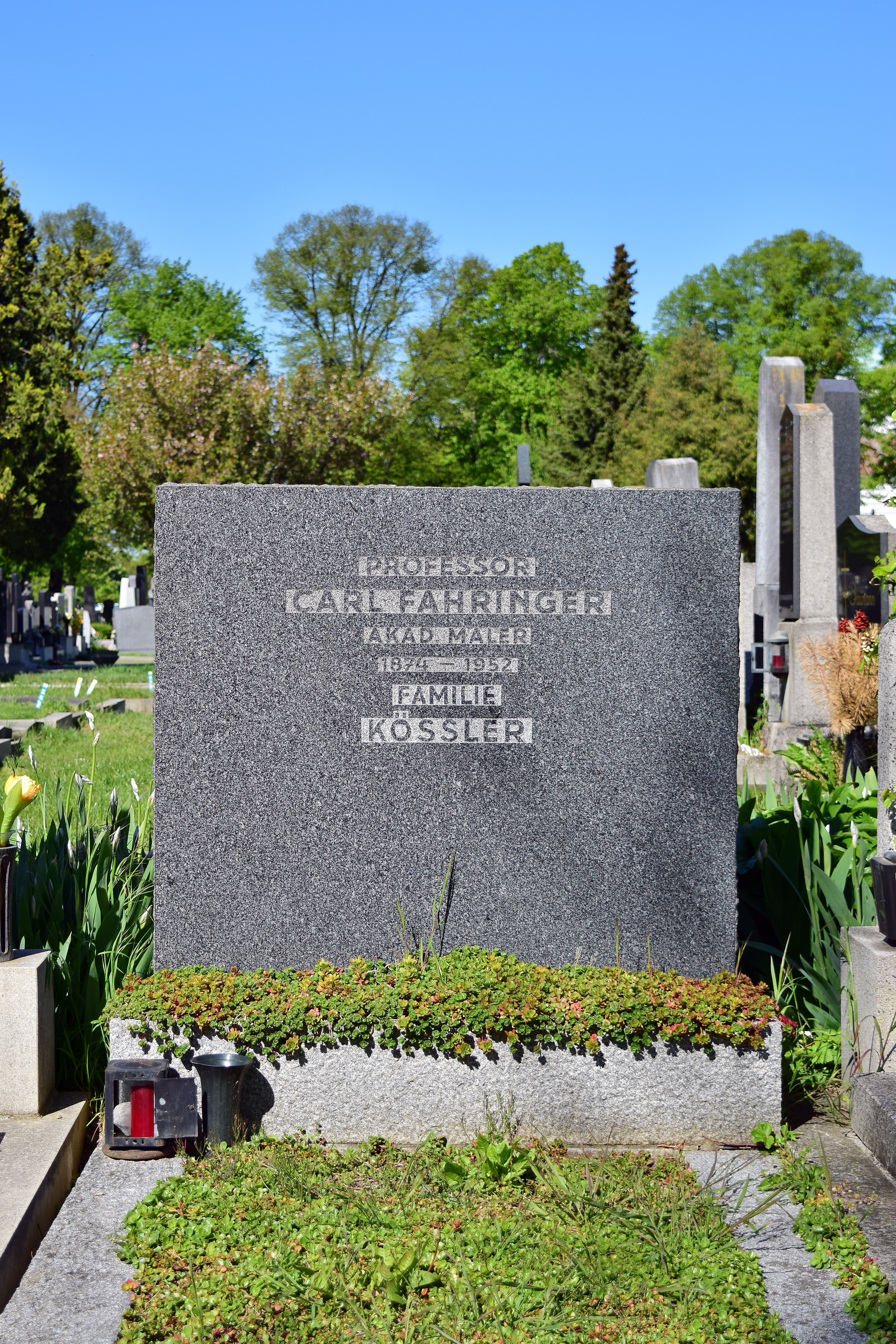
Graf van Fahringer in Wenen

 Carl Fahringer (Wiener Neustadt, 25 december 1874 - Wenen, 4 februari 1952) was een Oostenrijkse schilder, illustrator en academisch docent die regelmatig in Nederland verbleef en werkte.

## Biografie
Carl Fahringer begon zijn opleiding in 1892 aan de Weense Academie voor Schone Kunsten en volgde lessen bij Sigmund l'Allemand, Christian Griepenkerl en August Eisenmenger. 
Hij verhuisde in 1898 naar München om daar zijn opleiding af te ronden bij Carl Marr.
Fahringer trouwde in 1904 met Rosina Strobl met wie hij een zoon kreeg. In de daarop volgende jaren reisde Carl Fahringer veel, onder meer naar Italië, de Balkan, Turkije en Egypte. Tijdens zijn reizen schilderde hij straatscènes, portretten en dieren.
Bij aanvang van de Eerste Wereldoorlog meldde Fahringer zich als vrijwilliger aan de Oostenrijks-Hongaarse zijde, en vocht hij aan het front in Italië en Galicië. In 1915 werd Fahringer ingezet als oorlogsschilder. 
Na de Eerste Wereldoorlog hernam hij het reizen, verbleef veelvuldig in Nederland en reisde vanuit Nederland een aantal keer naar Nederlands-Indië, waar hij op Java en Bali schilderde.
In Nederland verbleef en schilderde Carl Fahringer onder andere in Hoorn en in Delft. Favoriete onderwerpen waren straat- en marktscènes. Zijn werk is in verschillende Nederlandse collecties te vinden.
Naast schilder was Fahringer ook illustrator. Hij illustreerde onder andere verhalen van Hedwig von Lepl-Gnitz, zoals het boek Märchenzauber.
In maart 1929 werd Fahringer professor aan de Weense Academie en gaf hij tot 1945 les in dieren- en landschapsschilderkunst. Dieren schilderde hij vaak in de dierentuin in Wenen, 'Tiergarten Schönbrunn'. 
Tijdens de Tweede Wereldoorlog werd Fahringer ingezet als oorlogscorrespondent in Griekenland. Na de oorlog werd hij ontslagen aan de academie.
Carl Fahringer stierf in 1952 in Wenen op 78-jarige leeftijd.

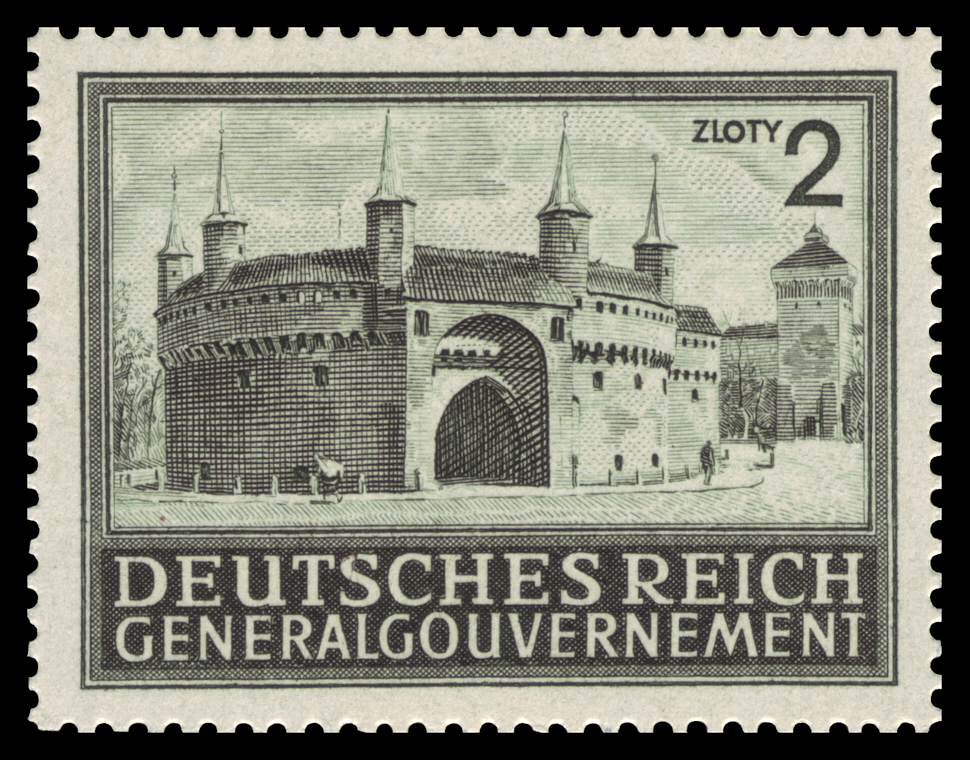
Poolse postzegel (1943), ontworpen door Fahringer
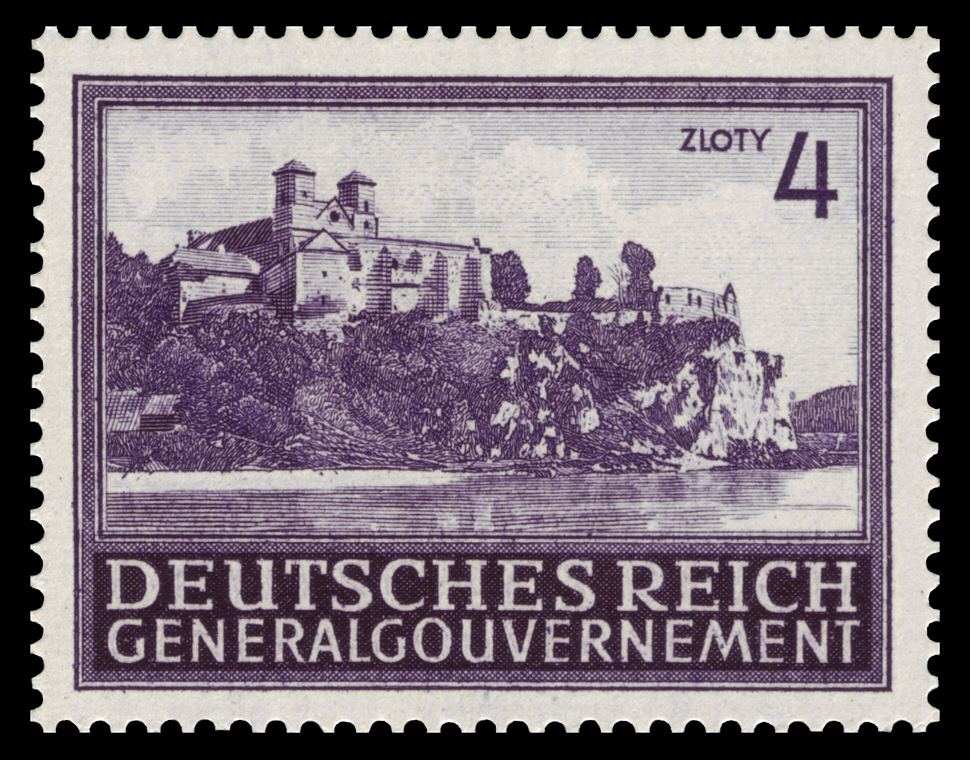
Poolse postzegel (1943), ontworpen door Fahringer
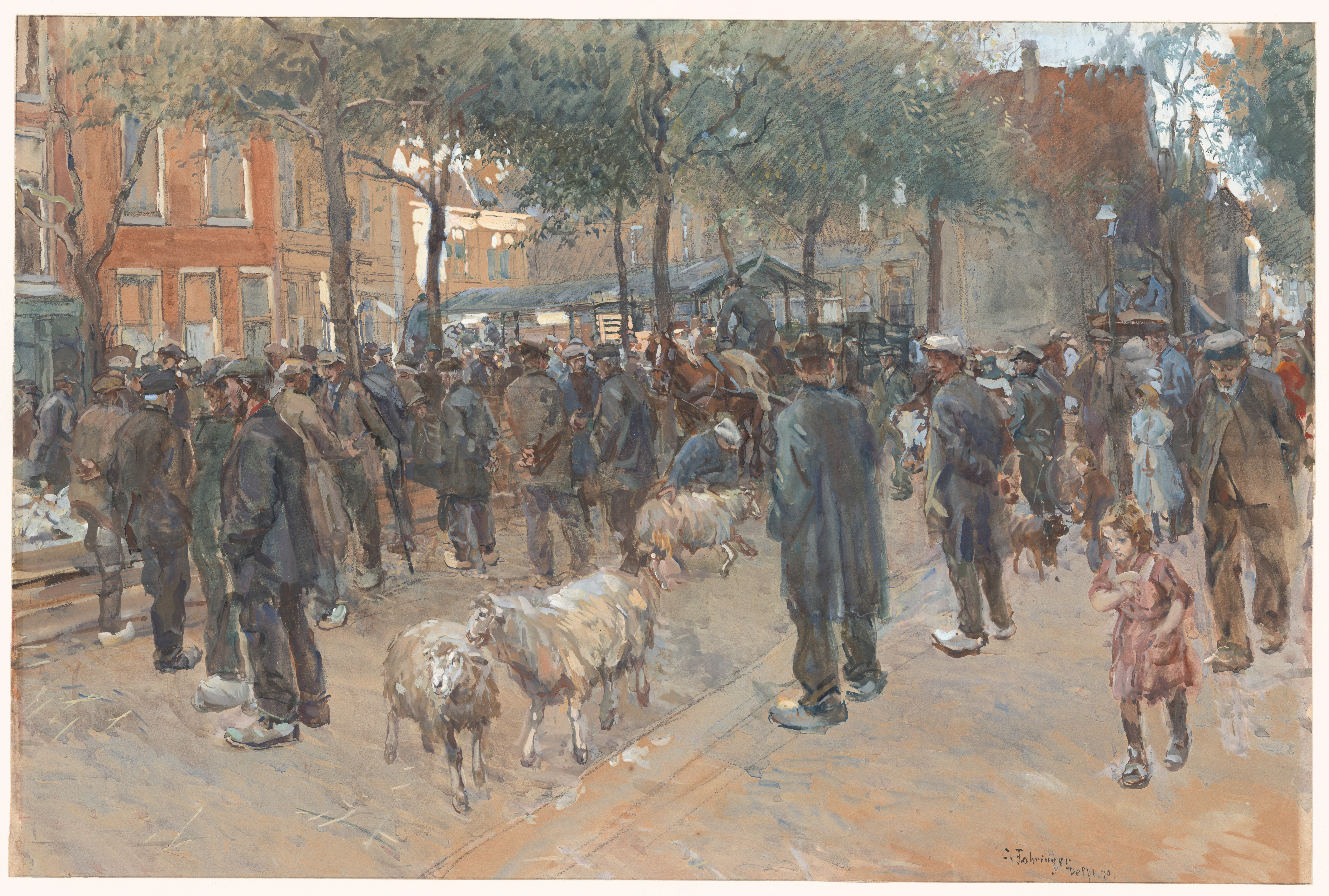
gouache door Carl Fahringer van de veemarkt op de Burgwal in Delft, 1920

- Bibliothèque nationale de France: cb12326477h (data)
- Biografisch Portaal: 60483715
- Gemeinsame Normdatei: 118925377
- International Standard Name Identifier: 0000 0000 7258 0172
- Library of Congress Control Number: no2006037632
- Nationale Bibliotheek van Tsjechië: xx0107056
- Nederlandse Thesaurus van Auteursnamen: 091358329
- RKD-Nederlands Instituut voor Kunstgeschiedenis: 27189
- Istituto Centrale per il Catalogo Unico: TSAV019074
- Système universitaire de documentation: 032185103
- Union List of Artist Names: 500066346
- Virtual International Authority File: 35255414
- WorldCat: E39PBJx4tQh9t7krmYfdwrQrMP